# Dreamgirls: Music from the Motion Picture
Dreamgirls: Music from the Motion Picture è la colonna sonora, nominata ai Grammy Award del film del 2006 prodotto dalla DreamWorks/Paramount Dreamgirls, adattamento del musical omonimo.
L'album è stato pubblicato dalla Music World Entertainment attraverso la Columbia Records il 5 dicembre 2006 in due versioni: un album standard, e uno deluxe contenente due dischi con diverse bonus track.

## Tracce
Testi di Henry Krieger e Tom Eyen eccetto dove indicato.
1. Jennifer Hudson, Beyoncé, Anika Noni Rose – Move – 2:08
2. Eddie Murphy, Anika Noni Rose, Jennifer Hudson, Beyoncé – Fake Your Way To The Top – 3:54
3. Eddie Murphy, Anika Noni Rose, Jennifer Hudson, Beyoncé, Rory O'Malley, Laura Bell Bundy, Anne Warren – Cadillac Car – 2:22
4. Jamie Foxx, Keith Robinson, Hinton Battle, Eddie Murphy, Anika Noni Rose, Jennifer Hudson, Beyoncé – Steppin' To The Bad Side – 4:55
5. Jennifer Hudson – Love You I Do – 2:50 (testo: Henry Krieger, Siedah Garrett)
6. Eddie Murphy, Anika Noni Rose, Jennifer Hudson, Beyoncé – I Want You Baby – 2:53
7. Keith Robinson, Jennifer Hudson, Beyoncé, Anika Noni Rose, Jamie Foxx – Family – 3:22
8. Beyoncé, Jennifer Hudson, Anika Noni Rose – Dreamgirls – 3:20
9. Jennifer Hudson, Jamie Foxx, Beyoncé, Anika Noni Rose, Keith Robinson, Sharon Leal – It's All Over – 3:41
10. Jennifer Hudson – And I Am Telling You I'm Not Going – 4:45
11. Jamie Foxx – When I First Saw You – 2:17
12. Eddie Murphy, Anika Noni Rose, Robinson – Patience – 3:35 (testo: Henry Krieger, Willie Reale)
13. Jennifer Hudson – I Am Changing – 4:04
14. Eddie Murphy – I Meant You No Harm / Jimmy's Rap – 3:12
15. Jennifer Hudson – One Night Only – 2:58
16. Beyoncé, Anika Noni Rose, Sharon Leal – One Night Only (Disco) – 3:10
17. Beyoncé – Listen – 3:40 (testo: Henry Krieger, Anne Preven, Scott Cutler, Beyoncé Knowles)
18. Beyoncé, Anika Noni Rose, Sharon Leal – Hard To Say Goodbye – 2:27
19. Jennifer Hudson, Beyoncé, Anika Noni Rose, Sharon Leal – Dreamgirls (Finale) – 2:33
20. Jamie Foxx, Beyoncé – When I First Saw You (End Title Duet Version) – 3:03

### Deluxe Edition

#### Disco 1
1. Maxi Anderson, Charlene Carmen, Keisha Heely – I'm Lookin' For Something – 2:17
2. Steve Russell, Durrell Babbs, Luke Boyd, Eric Dawkins – Goin' Downtown – 1:25
3. Michael-Leon Wooley – Takin' The Long Way Home – 2:17
4. Jennifer Hudson, Beyoncé, Anika Noni Rose – Move – 2:07
5. Murphy, Anika Noni Rose, Jennifer Hudson, Beyoncé – And I Am Telling You I'm Not Going – 3:53
6. Big (Instrumental) – 2:39
7. Murphy, Anika Noni Rose, Jennifer Hudson, Beyoncé, O'Malley, Bundy, Warren – Cadillac Car – 2:21
8. Foxx, Robinson, Battle, Murphy, Anika Noni Rose, Jennifer  Hudson, Beyoncé – Steppin' To The Bad Side – 5:57
9. Jennifer Hudson – Love You I Do – 2:48 (testo: Henry Krieger, Siedah Garrett)
10. Murphy, Anika Noni Rose, Jennifer Hudson, Beyoncé – I Want You Baby – 2:53
11. Robinson, Jennifer Hudson, Beyoncé, Anika Noni Rose, Foxx – Family – 3:22
12. Beyoncé, Jennifer Hudson, Anika Noni Rose – Dreamgirls – 3:19
13. Beyoncé, Jennifer Hudson, Anika Noni Rose – Heavy – 1:32
14. Jennifer Hudson, Foxx, Beyoncé, Anika Noni Rose, Robinson, Leal – It's All Over – 3:40
15. Jennifer Hudson – Fake Your Way to the Top – 5:05

Durata totale: 45:35

#### Disco 2
1. Beyoncé, Anika Noni Rose, Sharon Leal – I'm Somebody – 1:26
2. Jamie Foxx – When I First Saw You – 2:16
3. Murphy, Anika Noni Rose, Keith Robinson – Patience – 3:33 (testo: Henry Krieger, Willie Reale)
4. Jennifer Hudson – I Am Changing – 4:02
5. Steve Russell – Perfect World – 1:31 (testo: Henry Krieger, Siedah Garrett)
6. Eddie Murphy – I Meant You No Harm / Jimmy's Rap – 3:10
7. Anika Noni Rose, Beyoncé, Sharon Leal – Lorrell Loves Jimmy / Family (Reprise) – 2:11
8. Beyoncé, Anika Noni Rose, Sharon Leal – Step On Over – 0:21
9. Loretta Devine – I Miss You Old Friend – 1:50
10. Keith Robinson, Jennifer Hudson – Effie, Sing My Song – 1:31 – Bonus Track
11. Jennifer Hudson – One Night Only – 2:56
12. Beyoncé, Anika Noni Rose, Sharon Leal – One Night Only (Disco) – 3:09
13. Beyoncé – Listen – 3:39 (testo: Henry Krieger, Anne Preven, Scott Cutler, Beyoncé Knowles)
14. Beyoncé, Anika Noni Rose, Sharon Leal – Hard To Say Goodbye – 2:36
15. Hudson, Beyoncé, Anika Noni Rose, Sharon Leal – Dreamgirls (Finale) – 2:46
16. Curtain Call (Instrumental) – 3:53 (testo: Henry Krieger, Tom Eyen, Siedah Garrett)
17. Keith Robinson, Jennifer Hudson, Beyoncé, Anika Noni Rose, Jamie Foxx – Family" (End Title Version) – 2:37
18. Jamie Foxx, Beyoncé – When I First Saw You (End Title Duet Version) – 3:01
19. Beyoncé, Anika Noni Rose, Sharon Leal – One Night Only (Dance Mix) – 6:08
20. Jennifer Hudson – And I Am Telling You I'm Not Going (Dance Version) – 6:18
21. Patience (Composer's Demo) – 4:48 (testo: Henry Krieger, Willie Reale)

Durata totale: 63:42